# Alverca do Ribatejo
Alverca do Ribatejo is een stad en freguesia in de Portugese gemeente Vila Franca de Xira in het district Lissabon. In 2001 was het inwonertal 29.086 op een oppervlakte van 17,89 km². Alverca do Ribatejo heeft sinds 9 augustus 1990 de status van stad (cidade).

## Geboren
- Rui Vitória (16 april 1970), oud-voetballer en voetbalcoach